# Derxena aluaria
Derxena aluaria är en fjärilsart som beskrevs av Louis Beethoven Prout 1910. Derxena aluaria ingår i släktet Derxena och familjen mätare. Inga underarter finns listade i Catalogue of Life.